# Tricyphona bicomata
Tricyphona bicomata är en tvåvingeart som först beskrevs av Alexander 1943.  Tricyphona bicomata ingår i släktet Tricyphona och familjen hårögonharkrankar. Inga underarter finns listade i Catalogue of Life.